# اردشیر حسین‌پور
اردشیر حسین پور (۱ دی ۱۳۴۱ – ۲۶ دی ۱۳۸۵) دانشمند و استادیار دانشگاه و متخصص در الکترومغناطیس بود. او همچنین یکی از دانشمندان برنامه هسته‌ای ایران بود.
او در حال کار بر روی پروژه هسته‌ای اصفهان و همچنین تدوین طرح ساخت بزرگ‌ترین مجتمع فیزیک اتمی خاورمیانه بود که پس از درگذشت وی بررسی این طرح ادامه نیافت. بسیاری از رسانه‌ها او را از اولین قربانیان ترور دانشمندان هسته‌ای ایران توسط اسرائیل معرفی کرده‌اند. او در ۲۵ یا ۲۶ دی ۱۳۸۵ بر اثر مسمومیت درگذشت و در سکوت خبری در اصفهان دفن شد.

## زندگی‌نامه
اردشیر حسین‌پور در سال ۱۳۴۱ در تهران به دنیا آمد و در دوران تحصیل خود، موفق بود. او در مقطع پنجم دبستان از فرخ‌رو پارسا، وزیر وقت آموزش و پرورش ایران، لوح تقدیر دریافت کردوی سربازی خود را در جنگ ایران و عراق گذراند. در سال ۷۷ به عنوان دانشجوی برتر شناخته شد. حسین پور که پس از پایان تحصیلات در رشته مهندسی الکترونیک، در مقطع دکترای هسته‌ای ادامه تحصیل داده بود، سال ۱۳۸۲ عنوان نفر اول محققان دفاعی جمهوری اسلامی را به دست آورد. او دکترای فیزیک اتمی از دانشگاه شیراز، کارشناسی ارشد فیزیک ماده چگال از دانشگاه شیراز و کارشناسی مهندس الکترونیک را از دانشگاه شیراز اخذ کرده بود.
حسین پور، در سال ۱۳۷۹ تدریس در دانشگاه شیراز را آغاز کرد. در آذر ۱۳۸۳ از او دعوت رسمی می‌شود تا به نیروهای سپاه پاسداران بپیوندد ولی او نمی‌پذیرد و در دانشگاه باقی می‌ماند. او مدتی را به عنوان سرپرست مرکز آموزشی و تحقیقاتی فیزیک کاربردی دانشگاه صنعتی مالک اشتر زیر نظر وزارت دفاع فعال بوده‌است.
او استادیار دانشگاه شیراز و دارای مدرک دکترای فیزیک‌هسته‌ای بود و رشته الکتروسرام را در ایران پایه‌ریزی کرد که پس از درگذشتش، به فراموشی سپرده شد. مجله تایمز او را یکی از طراحان سانتریفوژ در ایران و یکی از مهندسان در ساخت بمب‌های مغناطیسی در ایران معرفی کرده‌است. سایت بازتاب در گزارشی حسین‌پور را «طراح سانتریفیوژ» و یکی از مدیران «پروژه ۱۲ طرح مهم دفاعی از تئوری تا اجرا و طراحی موتور و پیشرانه‌های موشک شهاب سه» معرفی کرد.
کتاب «موفقیت به سبک ایرانی» با موضوع زندگینامه او منتشر شده‌است.

## ترور
مرگ مشکوک حسین پور در ۲۵ دی ۱۳۸۵ اتفاق افتاد. بر اساس گفته‌های از استادان دانشگاه دربارهٔ حسین پور: صبح روز قبل از ترور، او در اوج صحت در دانشکده بود و مشغول فعالیت‌های علمی بود… و روزهای پیشین در آزمایشگاه همانند روال قبل تحقیقاتشان را انجام می‌داد.
جسد بی جان حسین‌پور را همسرش سارا عراقی، در ساعت ۸ و ۱۵ دقیقه صبح ۲۵ دی‌ماه ۱۳۸۵ در کنار بخاری منزل می‌یابد. به گفته نگهبان منزل، او تا ساعت ۳ صبح مشغول قدم زدن بوده‌است و طبق گزارش پزشکی قانونی در بین ساعت‌های ۴ تا ۶ فوت کرده‌است. بر اساس گزارش‌ها، از بینی او دو قطره خون خارج شده بود. جسد او به بیمارستان نمازی منتقل و تا ۱ بهمن در آنجا نگهداری شد.
محمدهادی صادقی، رئیس بسیج مرودشت در آن زمان، دلیل مرگ حسین‌پور را سرماخوردگی معرفی کرد. او کمی بعدتر، دلیل مرگ را گازگرفتگی با گاز مونوکسید کربن اعلام کرد. به گفته او، وی در تدابیر امنیتی زندگی می‌کرد و رسیدن به او بدون اطلاع نگهبان ممکن نبوده‌است. این علت مرگ توسط محمدحسن عابدی معاون پزشک قانونی ایران هم این ادعا را تأیید کرد.
نهادهای حکومتی در جمهوری اسلامی سعی می‌کنند تا او را به عنوان شهید در یکی از سه محل، قطعه شهدا، امامزاده شاهچراغ و مسجد دانشگاه شیراز دفن کنند، اما مادر حسین‌پور تئوری کشته شدن فرزندش را نمی‌پذیرد و با دفن او در قطعه نام‌آوران باغ‌رضوان در اصفهان موافقت می‌کند.

### انعکاس ترور در رسانه‌ها
خبر درگذشت حسین‌پور با تاخیر توسط رسانه‌های ایرانی منتشر شد. برای اولین بار، شش روز پس از درگذشت او واحد مرکزی خبر (وابسته به صداو سیمای جمهوری اسلامی ایران) در ۱ بهمن ۱۳۸۵ خبر آن را منتشر ساخت. این خبرگزاری علت در گذشت وی را «گاز گرفتگی» در خوابگاه استادان دانشگاه شیراز (خوابگاه صدرا) اعلام کرد.
خبر کشته شدن حسین‌پور با «گاز رادیو اکتیو» و «توسط موساد» را نخستین بار مؤسسه استرافور روز ۱۳ بهمن ۱۳۸۵ یعنی ۱۷ روز پس از مرگ او منتشر کرد. این خبر دو روز بعد در هفته‌نامه ساندی‌تایمز هم منتشر شد. سازمان استراتفورد به نقل از منابع آگاه اعلام کرد که اردشیر حسن پور هدف ترور از سوی سازمان موساد بوده‌است. به نوشته این روزنامه‌ها دانشمند ایرانی متهم به همکاری با سپاه پاسداران ایرانی در اجرای ۱۲ پروژه حساس دفاعی در دانشگاه مالک اشتر می‌باشد. روزنامه فیگارو نیز مرگ وی را در نتیجه ترور با استفاده از گاز رادیو اکتیو دانست.
سه روز پس از انتشار گزارش ساندی‌تایمز، خبرگزاری فارس ترور دانشمند هسته‌ای ایران به دست موساد را تکذیب کرد و آن را فضاسازی رسانه‌ای نامید.
رسانه‌های اسرائیلی نیز ضمن بازتاب دادن خبر روزنامه ساندی تایمز نوشتند که او در سال‌های اخیر با دانشگاه صنعتی مالک اشتر همکاری داشته‌است. سپاه پاسداران متهم به همکاری با برنامه هسته‌ای جمهوری اسلامی است. مهدی‌نژاد نوری که به نوشته روزنامه‌های اسرائیل یکی از مقامات سپاه پاسداران و ازجمله افرادی است که بنا به قطعنامه ۱۷۳۷ شورای امنیت باید تحت کنترل باشند، رئیس اردشیر حسن پور در دانشگاه مالک اشتر بوده‌است. به گفته این منابع اسرائیل در سال‌های قبل نیز برخی دانشمندان هسته‌ای عراق را نیز ترور کرده بود. روزنامه فیگارو نیز مرگ وی را در نتیجه ترور می‌داند. به گفته رادیو فردا برخی منابع نیز از احتمال مسموم شدن او در هنگام انجام فعالیت‌های تحقیقاتی در مراکز هسته‌ای خبر داده‌اند

## عامل ترور
مقامات ایران ترور وی توسط اسرائیل را تکذیب کرده و گفتند که آمریکا و اسرائیل از اشراف امنیتی قابل توجهی بر ایران برخوردار نیستند. اما روزنامه نیویورک تایمز مسموم شدن او توسط موساد را تأیید کرد.
در آذر ۱۳۹۹ و ۱۴ سال پس از چند روایتی که دستگاه امنیتی ایران دربارهٔ مرگ اردشیر حسین‌پور منتشر کردند، مصطفی معین وزیر وقت علوم دولت خاتمی، در اینستاگرام خود نوشت که آن روایت‌ها دروغ بوده و روایت درست، ترور او «توسط عوامل موساد» بود و ۲۶ دی ۱۳۸۵ اردشیر حسین‌پور، دانشمند هسته‌ای ایران، با «گاز رادیو اکتیو» ترور شد. او همچنین نوشت که در آن زمان «ترور» حسین‌پور «از سوی مقامات تکذیب شد تا سیستم اطلاعاتی زیر سؤال نرود» و علت مرگ او «گاز گرفتگی معمولی» اعلام شد.
محبوبه، خواهر اردشیر حسین‌پور که سال‌هاست در آمریکا زندگی می‌کند، طی مصاحبه‌ای از سناریوی جدیدی گفت که نیروهای سپاه پاسداران برادرش را به خاطر عدم همکاری با آنان کشته‌است. این ادعا با عکس‌العمل وب‌سایت بولتن‌نیوز مواجه شد و آن را یک «ادعای مضحک» خواند.

## افتخارات
حسین‌پور در سال ۱۳۸۵ در جشنواره ملی خوارزمی، برگزیده شد. او همچنین برگزیدگی در فدراسیون سوئد و انجمن مخترعان FAI را در کارنامه خود دارد. او در طول حیات علمی خود، توسط سه رئیس‌جمهور ایران، مورد تقدیر قرار گرفت. به گزارش رسانه‌های ایرانی، وی توسط MIT برای تدریس دعوت شده بود اما خود این سمت را نپذیرفت. از حسین‌پور، ۵ اختراع و ۳۵ مقاله علمی بین‌المللی گزارش شده‌است.